# ウィリアム・チェイニー (第2代ニューヘイヴン子爵)
第2代ニューヘイヴン子爵ウィリアム・チェイニー（英語: William Cheyne, 2nd Viscount Newhaven、1657年7月14日洗礼 – 1728年5月26日）は、イングランド庶民院議員、スコットランド貴族。1698年に爵位を継承した後でも公式の文書を除き、ほとんどの場合にチェイニー卿の儀礼称号を使用した。

## 生涯
初代ニューヘイヴン子爵チャールズ・チェイニーと1人目の妻ジェーン・キャヴェンディッシュ（1621年 – 1669年11月2日埋葬、初代ニューカッスル＝アポン＝タイン公爵ウィリアム・キャヴェンディッシュの娘）の息子として生まれ、1657年7月14日にチェルシーで洗礼を受けた。1671年7月14日、オックスフォード大学ブレーズノーズ・カレッジに入学した。
1679年3月イングランド総選挙でアマーシャム選挙区から出馬して落選した後、1681年イングランド総選挙と1685年イングランド総選挙でトーリー党の候補として再びアマーシャムから出馬、当選を果たしたものの1681年の議会でも1685年の議会でも活動がみられなかった。競馬の趣味を共有したトマス・ウォートンと盟友になり、1689年イングランド総選挙ではアマーシャム選挙区で敗北したもののウォートンの支持を受けてアップルビー選挙区の補欠選挙で当選した。また、1677年から1688年2月までバッキンガムシャー副統監を務めた後、1688年9月に再任した。1690年2月に王璽尚書の職が委員会制になると、チェイニーは王璽尚書委員会の委員になり、毎年365ポンドの俸給を得た。官職を得ていたため、1690年4月29日の処女演説で政府を支持した。1692年初に第8代ペンブルック伯爵トマス・ハーバートが王璽尚書に任命されると委員会が解消され、チェイニーは官職を失った。
1695年イングランド総選挙では再び敗北したが、1696年2月にウォートンがウォートン男爵の爵位を継承して貴族院に移ると、バッキンガムシャー選挙区で補欠選挙が行われ、チェイニーはウォートンの後任として当選した。チェイニーが同年に第3代準男爵サー・ジョン・フェンウィックの私権剥奪（attainder）に反対票を投じたように、チェイニーとウォートンの政見の差異が明らかになり、1698年イングランド総選挙ではウォートンがチェイニーの立候補に反対し、2人は決裂した。チェイニーは保険としてバッキンガムシャーとアマーシャムの両選挙区で出馬、アマーシャムで当選したほかバッキンガムシャーでも得票数1位で当選、結局はバッキンガムシャーの代表として議員を務めた。2人の争いは1699年夏に決闘するまで白熱し、決闘はチェイニーの武器がウォートンに取り上げられるという結果となった。また、1698年6月30日に父が死去すると、ニューヘイヴン子爵の爵位を継承した。
1701年1月イングランド総選挙では再びバッキンガムシャーとアマーシャムの両選挙区で当選、バッキンガムシャーの代表として庶民院議員を務めたが、対仏戦争（スペイン継承戦争）の準備に反対したため政府側のブラックリストに入り、1701年11月イングランド総選挙ではバッキンガムシャーで落選した（アマーシャムでも当選したため議席は失わなかった）。1702年3月にウィリアム3世が重病になると、庶民院がアン王女（後のアン女王）を支持すべきとの動議に支持した。1702年6月にバッキンガムシャー副統監からバッキンガムシャー統監に昇格したが、第4代ブリッジウォーター伯爵スクループ・エジャートン（1681年 – 1745年）が成人するまでの中継ぎであり、同年12月には副統監に復帰した。しかし、統監への一時就任のおかげで選挙情勢が有利になり、1702年イングランド総選挙でバッキンガムシャー選挙区で当選した。議会が開会するとチェイニーはロバート・ハーレーの庶民院議長候補指名に賛成、その褒賞として1703年7月に収支簿記録官という毎年500ポンドを得られる官職に任命された。1704年10月にはバッキンガムシャーを代表してアン女王へのブレンハイムの戦いの祝勝演説をした。
1705年イングランド総選挙ではバッキンガムシャー選挙区で落選したが、アマーシャム選挙区で当選した。またミドルセックス選挙区のトーリー党候補2人への応援にもかけつけた。ウォートンらホイッグ党員がチェイニーを収支簿記録官から解任するために圧力をかけていたが、トーリー党のハーレーが反対したため、チェイニーは1706年12月になってようやく解任された。1707年にグレートブリテン王国が成立すると、チェイニーはスコットランド貴族の爵位を所有していたため庶民院の議席を失った。その後はバッキンガムシャー選挙区でトーリー党候補への応援を続け、1710年にハーレーが政権を掌握すると1711年9月に収支簿記録官に復帰、1712年5月にバッキンガムシャー統監を再任した。
1714年にハノーヴァー朝が成立すると、チェイニーは12月にバッキンガムシャー統監の官職を失ったが、収支簿記録官には留任した。1728年5月26日に死去、ドレイトン・ビーチャムで埋葬された。後継者がおらず爵位は断絶、遺産は2人目の妻ガートルードが継承した。

## 評価
トーリー党にとって不可欠な人物の1人であり、1713年2月にチェイニーが死去したとの誤報が流れると、トーリー党の初代ファーマナ子爵ジョン・ヴァーニーは「この国の教会派にとって致命的な一撃になる」（it would be a fatal stroke to the Church party in this county）と述べた。

## 家族と私生活
1675年12月16日、チェルシーでエリザベス・トマス（Elizabeth Thomas、1677年8月10日埋葬、エドマンド・トマスの娘）と結婚した。
1680年5月6日、ガートルード・ピアポント（Gertrude Pierrepont、1732年6月11日没、ロバート・ピアポントの娘）と再婚した。
1712年にチェルシーでの領地をサー・ハンス・スローンに売却したが、チェイニー家に因んで命名された街路はその後も残った（チェイニー・ウォークといった現存する例もある）。